# محسن جهانگیری
محسن جهانگیری (متولد ۱۳۰۸ در شهر ضیاءآباد استان قزوین – درگذشته ۱ اردیبهشت ۱۳۹۸ تهران) فیلسوف مطرح ایرانی و استاد ممتاز دانشگاه تهران بود.
او در سال ۱۳۸۱ در دومین همایش چهره‌های ماندگار به عنوان چهره ماندگار در رشته فلسفه برگزیده و معرفی شد. از وی به عنوان یکی از برترین ابن عربی شناسان ایران یاد می‌شود.

## آثار
- شرح اصول فلسفه دکارت و تفکرات مابعدالطبیعی، بندیکت اسپینوزا، محسن جهانگیری (مترجم)، ناشر: سازمان مطالعه و تدوین کتب علوم انسانی دانشگاه‌ها (سمت)
- اخلاق، بندیکت اسپینوزا، محسن جهانگیری (مترجم)، اسماعیل سعادت (ویراستار)، ناشر: مرکز نشر دانشگاهی
- اسپینوزا: فیلسوفی جاودانه
- احوال و آثار و آراء فرانسیس بیکن، محسن جهانگیری، ناشر: علمی و فرهنگی
- کسر اصنام الجاهلیه، محمدبن ابراهیم صدرالدین شیرازی، محسن جهانگیری (مترجم)، سیدمحمد خامنه‌ای (مترجم)، مقصود محمدی (مترجم)، ناشر: بنیاد حکمت اسلامی صدرا - ۱۳۸۱
- محیی الدین ابن عربی چهره برجسته عرفان اسلامی، محسن جهانگیری، ناشر: دانشگاه تهران - ۱۳۸۳
- مجموعه مقالات (۳): فلسفه غرب، محسن جهانگیری، زهرا قزلباش، ناشر: حکمت - ۱
- مجموعه مقالات (۲): عرفان و فلسفه اسلامی، محسن جهانگیری، زهرا قزلباش، ناشر: حکمت - ۱
- مجموعه مقالات (۱): کلام اسلامی، محسن جهانگیری، زهرا قزلباش، ناشر: حکمت
- تاریخ فلسفه اسلامی، زیر نظر حسین نصر، جلد یک و دو، انتشارات حکمت- ۱۳۸۳ (ترجمه)
- A selection of philosophical works، محسن جهانگیری، انتشارات سمت – ۱۳۸۰
- در عرفان ابن‌عربی؛ گفتگوی تمدنها؛ ۱۳۸۴

## افتخارات
۱- انتخاب به عنوان چهره‌های ماندگار- صدا و سیما -۱۳۸۱
۲- استاد نمونه – دانشگاه تربیت مدرس- ۱۳۶۸
۳- پژوهشگر فرهیخته - وزیر فرهنگ و آموزش عالی- ۱۳۷۷
۴- عضو هیئت علمی نمونه- رئیس‌جمهور (هاشمی رفسنجانی) - ۷۳–۷۴
۵- عضو هیئت علمی نمونه- رئیس دانشگاه (دکتر خلیل عراقی)

## درگذشت
جهانگیری که مدتی در بیمارستان سینای تهران بستری و در کما بود، در روز یکشنبه ۱ اردیبهشت ۱۳۹۸ در ۹۰ سالگی به علت کهولت در گذشت.